# Discografia di Fergie
Questa è la discografia della cantante statunitense Stacy Ferguson, nota come Fergie.

## Album

### Album in studio
| Anno | Album | Posizione | Posizione | Posizione | Posizione | Posizione | Posizione | Posizione | Posizione | Posizione | Posizione | Vendite          | Certificazioni                                                                                           |
| Anno | Album | USA       | UK        | CAN       | BR        | AUS       | NZ        | IR        | GER       | SV        | WW        | Vendite          | Certificazioni                                                                                           |
| ---- | --- | --------- | --------- | --------- | --------- | --------- | --------- | --------- | --------- | --------- | --------- | ---------------- | --- |
| 2006 | The Dutchess - Uscita: 19 settembre, 2006 - Etichetta: A&M Records, will.i.am - Formati: CD, download digitale | 2         | 18        | 4         | 2         | 1         | 2         | 9         | 11        | 11        | 3         | - USA: 3.900.000 | - USA: 5× Platino - AUS: 4× Platino - UK: Platino - GER: Oro - SWI: Oro - CAN: 3× Platino - NZL: Platino |
| 2017 | Double Dutchess - Uscita: 22 settembre, 2017 - Etichetta: Dutchess Music, BMG - Formati: CD, download digitale | 4         | 1         | 23        | -         | 39        | 1         | -         | 65        | 69        | -         | - USA: 39.000    | |

## Singoli solista
| 2006                     | "London Bridge"                  | 1   | 1  | 16 | 4  | 3  | 3  | 3  | 1  | 1  | 2 | Platino    | 5.791.000 in tutto il mondo | The Dutchess          |  |
| 2006                     | "Fergalicious" (feat. will.i.am) | 2   | 1  | 24 | 62 | 38 | 23 | 4  | 5  | 1  | 4 | 2x Platino | 6.000.000 in tutto il mondo | The Dutchess          |  |
| 2007                     | "Glamorous" (feat. Ludacris)     | 1   | 1  | 12 | 6  | 3  | 16 | 2  | 9  | 36 | 4 | 2x Platino | 5.900.000 in tutto il mondo | The Dutchess          |  |
| 2007                     | "Big Girls Don't Cry"            | 1   | 1  | 1  | 2  | 1  | 6  | 1  | 1  | 1  | 1 | 2x Platino | 8.000.000 in tutto il mondo | The Dutchess          |  |
| 2007                     | "Clumsy"                         | 5   | 2  | 4  | 62 | 17 | 50 | 3  | 4  | 2  | 5 | Platino    | 4.000.000 in tutto il mondo | The Dutchess          |  |
| 2008                     | "Here I Come"                    | 122 | —  | —  | —  | —  | —  | 22 | 39 | —  | — | —          |                             | The Dutchess          |  |
| 2008                     | "Finally" (feat. John Legend)    | 101 | 67 | 61 | —  | —  | —  | —  | —  | —  | — | —          |                             | The Dutchess          |  |
| 2008                     | "Party People" (feat. Nelly)     | 40  | 37 | 52 | 14 | 12 | —  | 14 | 7  | —  | — | Oro        | 1.400.000 in tutto il mondo | Brass Knuckles        |  |
| 2008                     | "Labels or Love"                 | —   | 89 | 28 | 56 | 42 | —  | 16 | —  | —  | — | —          |                             | The Dutchess - Deluxe |  |
| 2014                     | L.A. Love                        | 27  | —  | 28 | 3  | —  | 55 | 53 | —  | —  | — | Platino    | 1.200.000 in tutto il mondo | Double Dutchess       |  |
| 2016                     | M.I.L.F $                        | 34  | —  | 28 | 56 | —  | 89 | 26 | —  | —  | — | Oro        | 300.000 in tutto il mondo   | Double Dutchess       |  |
| 2017                     | Life Goes On                     | —   | —  | —  | —  | —  | —  | —  | —  | —  | — |            | 220.000 in tutto il mondo   | Double Dutchess       |  |
| 2017                     | You Already Know                 | —   | —  | —  | 96 | —  | —  | 95 | —  | —  | — |            |                             | Double Dutchess       |  |
| 2017                     | Save It Til Morning              | —   | —  | —  | —  | —  | —  | —  | —  | —  | — |            |                             | Double Dutchess       |  |
| 2017                     | A Little Work                    | —   | —  | —  | —  | —  | —  | —  | —  | —  | — |            |                             | Double Dutchess       |  |
| "—"non entrati in chart. |                                  |     |    |    |    |    |    |    |    |    |   |            |                             |                       |  |

1. ↑  Pubblicato solo in Australia

### Certificazione singoli
- ARIA: Australia IFPI: Austria IFPI: Germany SNEP: France NVPI: Netherlands IFPI: Norway IFPI: Sweden IFPI: Switzerland RIAA: U.S. Archiviato il 28 febbraio 2007 in Internet Archive. BPI: UK

- "London Bridge"

 certificazione: Oro
 digital certificazione: Platino
 mastertone certificazione: Platino
- "Fergalicious"

 certificazione: Oro
 digital certificazione: 2x Platino
 mastertone certificazione: Platino
- "Glamorous"

 certification: Platinum
 digital certification: 2x Platinum
 mastertone certification: Platinum
- "Big Girls Don't Cry"

 certificazione: 2x Platino
 certificazione: Platino
 certificazione: Oro
 certificazione: Platino
 digital certification: 2x Platinum
 mastertone certification: Platinum
- "Clumsy"

 certificazioje: Oro
 digital certificazione: Platino
 certificazione: Oro

### Singoli in collaborazione
| 2007                      | Impacto (Remix) (Daddy Yankee feat. Fergie)                          | 56  | —  | —  | —    | —    | —  | 81 | — | —    | El cartel: The Big Boss     |
| 2008                      | Beat It 2008 (Michael Jackson feat. Fergie)                          | —   | —  | 77 | —    | —    | 69 | —  | — | —    | Thriller 25                 |
| 2008                      | Party People (feat. Nelly)                                           | 40  | 37 | 52 | 14   | 12   | —  | 14 | 7 | Gold | Brass Knuckles              |
| 2008                      | That Ain't Cool (Koda Kumi feat. Fergie)                             | —   | —  | —  | —    | —    | —  | —  | — | —    | Moon                        |
| 2008                      | Just Stand Up! (varie artiste)                                       | 120 | 77 | —  | —    | —    | —  | —  | — | —    | Charity single              |
| 2010                      | Beautiful Dangerous (Slash feat. Fergie)                             | —   | —  | 58 | —    | —    | —  | —  | — | —    | Slash                       |
| 2010                      | Gettin' Over You (David Guetta feat. Chris Willis, Fergie e LMFAO)   | 31  | 21 | 12 | 1    | 4    | 15 | 5  | 3 | —    | One Love                    |
| 2013                      | A Little Party Never Killed Nobody (All We Got) (Q-Tip feat. Fergie) | 77  | 12 | 58 | n.p. | n.p. | 10 | 43 | 3 | n.p. | Il Grande Gatsby Soundtrack |
| "—" non entrati in chart. |                                                                      |     |    |    |      |      |    |    |   |      |                             |

### Altre collaborazioni
- 2009 - Paradise City (b-side single "Sahara" da Slash featuring Fergie e Cypress Hill, solo Giappone)[7]
- 2009 - Quando quando quando (Fergie featuring Will.i.am)

## Altre Apparizioni
| Anno | Titolo | Lunghezza | Album                                                      |
| ---- | --- | --------- | ---------------------------------------------------------- |
| 2003 | "Mash Out" (Will.i.am featuring Fergie & MC Lyte) | 3:09      | Must B 21                                                  |
| 2004 | "True" (will.i.am and Fergie) | 3:46      | 50 First Dates: Love song from the Original Motion Picture |
| 2005 | "Shut Up and Dance" (Shaggy featuring will.i.am and Fergie) | 3:24      | Clothes Drop                                               |
| 2006 | "Won't Let You Fall" | 4:36      | Poseidon: Music from the Motion Picture                    |
| 2006 | "Bailamos" | 3:10      | Poseidon: Music from the Motion Picture                    |
| 2006 | "All Night Long" (Diddy featuring Fergie) | 6:25      | Press Play                                                 |
| 2007 | "Glad You're Here" (Macy Gray featuring Fergie) | 2:54      | Big                                                        |
| 2007 | "Impacto (remix)" (Daddy Yankee featuring Fergie) | 3:26      | El cartel: The Big Boss                                    |
| 2007 | "Barracuda" | 4:39      | Shrek the Third: The Motion Picture Soundtrack             |
| 2007 | Sing (Annie Lennox featuring Anastacia, Isobel Campbell, Dido, Céline Dion, Melissa Etheridge, Fergie, Beth Gibbons, Faith Hill, Angélique Kidjo, Beverley Knight, Gladys Knight, k.d. lang, Madonna, Sarah McLachlan, Beth Orton, Pink, Bonnie Raitt, Shakira, Shingai Shoniwa, Joss Stone, Sugababes, KT Tunstall, and Martha Wainwright.) | 4:48      | Songs of Mass Destruction                                  |
| 2008 | "Beat It 2008" (Michael Jackson featuring Fergie) | 4:10      | Thriller 25th Aniversary                                   |
| 2008 | "The Look of Love" (Sérgio Mendes featuring Fergie) | 4:00      | Encanto                                                    |
| 2008 | "Party People"(Nelly featuring Fergie) | 4:04      | Brass Knuckles                                             |
| 2008 | "That Ain't Cool"(Koda Kumi featuring Fergie) | 3:34      | Moon                                                       |
| 2010 | "Paradise City"(Slash featuring Fergie) | :         | Slash                                                      |
| 2009 | "Be Italian" | :         | Nine - Soundtrack                                          |
| 2008 | "Labels or love" | :         | Sex and the city,Vol.1                                     |

## A-Side
In Inghilterra Fergalicious non era uscito.
Viene pubblicato come A-Sides di Clumsy il 12 novembre 2007, diventando così un doppio A-side

## B-Side
| Anno | Titolo               | A-side                | A-side |
| ---- | -------------------- | --------------------- | ------ |
| 2006 | "Paradise"           | "Fergalicious"        |        |
| 2007 | "True"               | "Glamorous"           |        |
| 2007 | "Pedestal"           | "Big Girls Don't Cry" |        |
| 2007 | "Finally (Live)"     | "Big Girls Don't Cry" |        |
| 2007 | "That's Where It Is" | "Clumsy"              |        |
| 2007 | "Get Your Hands Up"  | "Clumsy"              |        |

## Video musicali
| Anno | Titolo                                          |
| ---- | ----------------------------------------------- |
| 2006 | London Bridge                                   |
| 2006 | Fergalicious                                    |
| 2007 | Glamorous                                       |
| 2007 | Big Girls Don't Cry                             |
| 2007 | Impacto (Remix)                                 |
| 2007 | Clumsy                                          |
| 2008 | Finally                                         |
| 2008 | Party People                                    |
| 2008 | That Ain't Cool                                 |
| 2008 | Labels or Love                                  |
| 2013 | A Little Party Never Killed Nobody (All We Got) |
| 2014 | L.A. Love (La La)                               |
| 2016 | M.I.L.F. $                                      |
| 2016 | Life Goes On (Fergie)                           |
| 2017 | You Already Know (Fergie)                       |
| 2017 | Save It Til Morning                             |
| 2017 | A Little Work                                   |

1. ↑  Mai distribuito